# Hans Behmer
Hans Behmer (* 19. November 1865 in Kolberg, Provinz Pommern; † 20. März 1926 in Kiel) war ein deutscher Marine-Generalstabsarzt der Kaiserlichen Marine.

## Leben
Beförderungen
- 28. September 1890 Marine-Assistenzarzt, 2. Klasse
- 21. November 1892 Marine-Assistenzarzt, 1. Klasse
- 27. August 1895 Marine-Stabsarzt
- 11. August 1903 Marine-Oberstabsarzt 1. Klasse
- 10. April 1911 Marine-Generaloberarzt
- 24. Mai 1916 Marine-Generalarzt[2]

Hans Behmer wurde in Pommern als Sohn eines Kreisgerichtsnotars geboren.
Vom 22. Oktober 1884 bis 15. Februar 1889 studierte er am Friedrich-Wilhelm-Institut in Berlin. 1885 wurde er im Pépinière-Corps Suevo-Borussia recipiert. Am 14. Juni 1889 wurde er zum Dr. med. promoviert.
Am 1. April 1885 war er in die Kaiserliche Armee eingetreten. Im April 1889 war er als Unterarzt, vom Grenadier-Regiment 9 zur Charité kommandiert, zur Kaiserlichen Marine übergetreten und wurde der Marinestation der Nordsee zugewiesen. Seine Beförderung zum Marine-Assistenzarzt 2. Klasse erhielt er am 28. September 1890. Ab Januar 1891 war er als wachthabener Arzt im Marine-Garnisonslazarett und ging dann Mitte März des gleichen Jahres auf die Prinzeß Wilhelm. Mitte März 1892 war er auf dem Torpedo-Divisionsboot D 8. Es folgten weitere Einsätze auf Schiffen. Später kehrte er auf die Prinzeß Wilhelm zurück und wurde am 9. Mai 1894 von dort abkommandiert. Er war als Garnisonsarzt auf Helgoland und hier 1897 mit der Wahrnehmung der Geschäfte als Kommandeur der Garnison beauftragt.
Er war 1910 Oberarzt (Chef) auf der Kaiserlichen Werft Danzig. 1911 war Behmer auf der Scharnhorst Geschwaderarzt beim Kreuzergeschwader, welches in Ostasien operierte. 1914 war er Garnisonsarzt in Kiel. Zeitgleich war er im Vorstand des Sanitäts-Departments. Ab April 1916 war er bis Kriegsende 2. Korpsarzt des Marinekorps und Armeearzt der 4. Armee. Am 25. Juli 1919 wurde er mit dem Charakter als Marine-Generalstabsarzt verabschiedet.
Bis 1918 hatte er u. a. das Eiserne Kreuz I. Klasse, den Roten Adlerorden 4. Klasse, das Lübecker Hanseatenkreuz, das Friedrich-August-Kreuz 1. Klasse und den königlichen Kronen-Orden 2. Klasse mit Schwertern verliehen bekommen.